# NGC 120
NGC 120 (ook wel PGC 1693, UGC 267, MCG 0-2-33 of ZWG 383.17) is een lensvormig sterrenstelsel in het sterrenbeeld Walvis.
NGC 120 werd op 27 september 1880 ontdekt door de Duitse astronoom Ernst Wilhelm Leberecht Tempel.